# Qui rido io
Qui rido io (italienisch für: Hier lache ich) ist eine Filmbiografie unter der Regie von Mario Martone über den Schauspieler und Dramatiker Eduardo Scarpetta (1853–1925) und seinen Rechtsstreit mit Gabriele D’Annunzio wegen dessen Theaterstück La figlia di Iorio, das im Jahr 1904 uraufgeführt wurde.
Das Filmdrama konkurrierte als Nominierung bei den Internationalen Filmfestspielen von Venedig 2021 um den Goldenen Löwen.

## Handlung

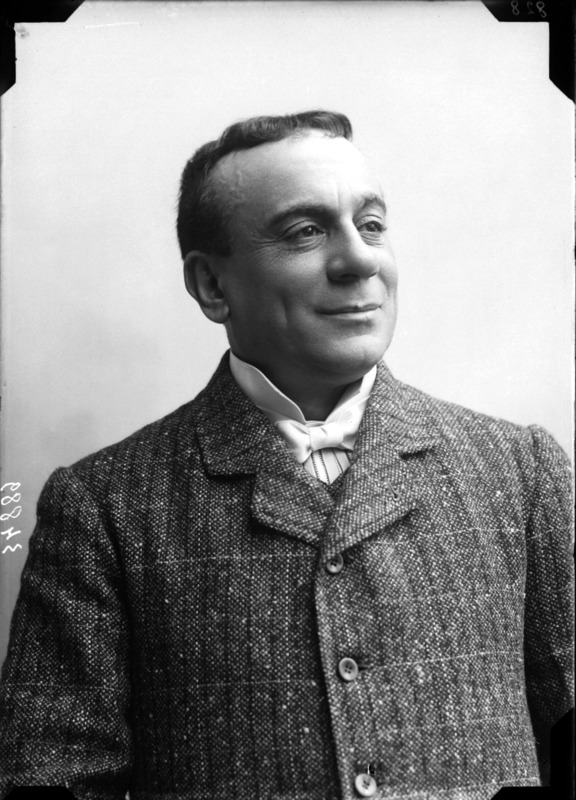
Eduardo Scarpetta fotografiert von Mario Nunes Vais

Anfang des 20. Jahrhunderts. Im kulturell lebendigen Neapel zur Zeit des Belle Époque befindet sich der Schauspieler und Dramatiker Eduardo Scarpetta auf dem Höhepunkt seines Theatererfolgs: Felice Sciosciammocca, eine von ihm geschaffene Figur, hat Pulcinella als typische Maske Neapels abgelöst, und auch seine Komödien sind erfolgreich. Eduardo bewegt sich zwischen der Bühne und einem komplexen Familieneinheit aus ehelichen und unehelichen Ehefrauen, Liebhabern und Kindern: Mit seiner Frau Rosa De Filippo hat er drei Kinder, Maria, Vincenzo und Domenico (letzter in Wirklichkeit der Sohn von König Viktor Emanuel II.); bei Luisa, Rosas Nichte, hat er außerdem Titina, Eduardo und Peppino De Filippo, die von ihm gepflegt werden und ihn wie einen Onkel behandeln, obwohl sie wissen, dass er ihr Vater ist. Vincenzo, Eduardo und Titina wurden früh an das Theater herangeführt und wechselten sich in dem Stück Miseria e nobiltà in Elend und Adel ab; das Talent von Vincenzo tritt besonders hervor: dieser, mittlerweile ein junger Mann, wurde von seinem Vater als Erbe der Firma und des Charakters von Felice Sciosciammocca bestimmt und spürt das Gewicht dieser Aufgabe. Sein Vater, Eduardo, war schon in jungen Jahren ein versierter Schauspieler und Dramatiker, leidet aber unter der mangelnden Anerkennung durch seinen Vater.
Eines Tages besucht Scarpetta in Rom die Aufführung La figlia di Iorio, ein Bühnenstück von Gabriele D’Annunzio und beschließt sodann, auf dieses Stück eine Parodie zu entwerfen. Trotz gegenteiliger Meinung seiner Frau schreibt Eduardo das Drehbuch und reist dann in die Toskana, um D’Annunzio, der damals als der bedeutendste Dichter Italiens galt, um Zustimmung zur Inszenierung der Show zu bitten. Obwohl auf Erduardo herablassend wirkend, gibt er Eduardo die Erlaubnis. Scarpetta fährt dann mit der Herstellung der Parodie fort. Während der Premiere beginnt eine Gruppe von Intellektuellen um Roberto Bracco und Ferdinando Russo lautstark gegen Scarpetta zu protestieren, der sich schuldig gemacht hat, das Originaldrama ausschließlich zu dem Zweck zu plagiieren den Schriftsteller in Misskredit bringen. Eduardo ist gezwungen, das Stück zu unterbrechen und eine neue Show zu veranstalten. Kurz nach diesen Ereignissen wird Eduardo von der italienischen Gesellschaft der Autoren wegen Fälschung des Stückes La figlia di Iorio verklagt: Was folgt ist eine langjährige juristische Affäre, die Auswirkungen auf das künstlerische und persönliche Leben von Eduardo haben wird. Eduardo versucht in jeder Hinsicht, die Sympathien junger neapolitanischer Intellektueller wie Salvatore Di Giacomo, Libero Bovio und Ernesto Murolo (letzterer vielleicht sein x-ter unehelicher Sohn) zu gewinnen und organisiert Partys in der Villa La Santarella, seinem reichen Herrenhaus: Dies bringt ihm jedoch noch mehr Antipathien ein. Der einzige, der auf seiner Seite steht, ist Benedetto Croce. Inzwischen quälen Eduardos Familie neue Schwierigkeiten: Peppino, als Krankenpfleger auf dem Land eingesetzt, wird zu seiner Mutter und seinen Brüdern nach Neapel zurückgerufen, doch fällt ihm die Integration und der Umgang mit seinem Onkels bzw. Vater schwer. Währenddessen wird Luisa wieder schwanger, doch sie erleidet eine Totgeburt. Währenddessen wird in Neapel mit der Eröffnung des Salone Margherita und dem Aufkommen des Kinos die Theaterkomödie zunehmend verdrängt. Zugleich verlässt Eduardos Freund und Kollege, Gennaro Pantalena, Eduardos Firma. Auch sein Sohn Vincenzo möchte sich von ihm befreien, um Filme zu machen.
Der Tag der Anhörung kommt. Während des Verhörs fordert Eduardo auf darbietende Weise sein Recht auf Satire ein, macht D’Annunzio und zieht seine Ankläger ins Lächerliche und verteidigt seine Kunst energisch. Auf diese Weise gelingt es ihm, die Sympathien der Öffentlichkeit und der Jury zu gewinnen, die ihn schließlich von allen Anklagepunkten freispricht. Der Sieg vor Gericht hat jedoch nicht zu einem inneren Frieden geführt: Wenige Monate später zieht sich Eduardo Scarpetta von der Bühne zurück und hinterlässt Vincenzo die Führung. Doch es sind die De Filippo-Brüder, die zu den bedeutendsten neapolitanischen Schauspielern des 20. Jahrhunderts werden.

## Produktion
Der Gerichtsfilm wurde in Neapel, im Stadtteil Santa Lucia und im Teatro Valle in Rom gedreht.